# Dear Plato

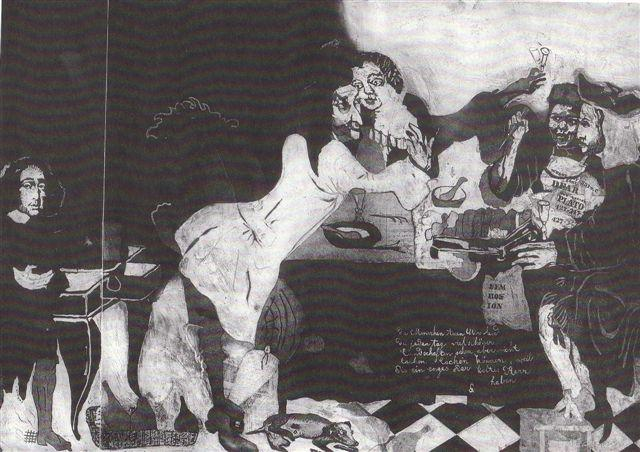
Simon Koene, Dear Plato (ets) 1970

Dear Plato is een van de belangrijkste etsen van Simon Koene uit 1970. 
De ets (415 × 605 mm) bevindt zich in het Prentenkabinet van het Rijksmuseum in Amsterdam.
De prent gaat over het symposium van Plato, waarin de verschillende aspecten van de liefde aan de orde komen.
Op de prent is de zinnelijke liefde afgebeeld, analoog aan de manier waarop de Japanners in de zeventiende eeuw de Hollandse kooplieden afbeeldden, die het eiland Deshima aandeden, voor het verkopen van hun handelswaar, wellustig en ter bevrediging van hun zinnen. Helemaal rechts zit Plato met zijn linker voet op een stoofje en met zijn geschrift in de hand, waarop in Griekse letters ‘Symposion’ staat afgebeeld. Geheel links, op een aparte plaat, bevindt zich Spinoza, die als luistervink zijn oor te luisteren legt, een verwijzing naar een schilderij van Nicolaes Maes uit 1656 (Wellingtoncollectie, Londen). Geheel in het midden zijn in wulpse, decadente vormen de twee hoofdpersonen afgebeeld. De vrouw heft haar glas als verwijzing naar de schilderijen van Jan Steen. De vloer heeft de zwart-wit plavuizen van het Hollandse zeventiende-eeuwse binnenhuis en onder de tafel staat een mandje met wijnflessen en een wulps hondje ‘tot lering ende vermaak’ en symbool van de aardse liefde.  
De figuur aan de rechterzijde van Plato houdt een dolk in de hand, een citaat uit ‘Londen bij nacht’, een schilderij van Ronald Kitaj uit 1964, naar het verhaaltje (met omvallende stoel) over Zappel-Philipp uit het Duitse sprookje ‘Struwwelpeter’ van Heinrich Hoffmann uit 1845. 
Model daarvoor was Marja Habraken (jong gestorven) in de rol van het stomme meisje in Moeder Courage van Bertolt Brecht met Ank van der Moer en Han Bentz van de Berg uit 1967.
De prent werd in 1981 met de Jacob Hartogprijs bekroond en bevindt zich nu in het Prentenkabinet van het Rijksmuseum  en het Kunstmuseum Den Haag. 
In het boek Simon Koene. Een grafisch oeuvre, dat in 2015 ter gelegenheid van een tentoonstelling van zijn etsen in het Haags Gemeentemuseum verscheen, wordt de prent met zijn achterliggende gedachten uitgebreid door prof. Eddy de Jongh besproken. 

## Afbeeldingen en externe links
- Werk in het Rijksmuseum